# Pierre Bussières
Pierre Bussières (né le 8 juillet 1939, décédé le 15 août 2014) est un adjoint exécutif et homme politique fédéral du Québec.

## Biographie
Né à Normandin dans la région de la Saguenay–Lac-Saint-Jean. Proche collaborateur de Jean Marchand à titre de directeur adjoint du PLC(Q), pour la région de Québec et de l'Est de la Province.  M. Bussières devint député du Parti libéral du Canada dans la circonscription fédérale de Portneuf en 1974. Réélu dans Charlesbourg en 1979 et en 1980, il fut défait en 1984 par la progressiste-conservatrice Monique B. Tardif.
Lors de la défaite du premier ministre Joe Clark face à la motion de censure et compte tenu de la démission récente de Pierre E. Trudeau, Bussières annonça rapidement que la caucus québécois supportait unanimement le retour de Trudeau comme chef. 
Dans le cabinet de Trudeau, il fut ministre d'État au Finances de 1980 à 1982 et ministre du Revenu national de 1982 à 1984. Il fut aussi secrétaire parlementaire du ministre d'État chargé des Sciences et de la Technologie et du ministre de l'Énergie, des Mines et des Ressources de 1978 à 1979. Lors de la seconde démission de Trudeau en 1984, son successeur John Turner ne l'inclut pas dans son cabinet.